# Vladimir Kovačić
Vladimir Kovačić (* 6. März 1950) ist ein ehemaliger jugoslawischer Fußballspieler. Der Torhüter bestritt einen Großteil seiner Karriere in Deutschland.

## Sportlicher Werdegang
Kovačić begann seine Karriere im Erwachsenenbereich bei Dinamo Zagreb. Dort stand er jedoch lange Zeit im Schatten von Stammtorhüter Fahrija Dautbegović, den er lediglich vereinzelt vertreten musste. 1974 wechselte er in die Bundesliga, um als zweiter Torhüter hinter Rudi Kargus zu fungieren. Nachdem er in der Spielzeit 1974/75 anlässlich des 4:0-Auswärtserfolgs beim Wuppertaler SV im April 1975 in der höchsten deutschen Spielklasse debütiert hatte, musste er bis zum Januar 1977 warten, ehe er erneut für den verletzten Stammtorhüter in der Eliteserie auflaufen durfte. Als „Bankdrücker“ unterstützte er die Mannschaft beim Pokalsieg 1976 und dem Europapokaltriumph im folgenden Jahr allenfalls moralisch.
1977 nahm Kovačić ein Angebot des mittlerweile in die 2. Bundesliga abgestiegenen Wuppertaler SV an. Dort verdrängte er Fritz Stefens zwischen den Pfosten und etablierte sich als Stammtorhüter. Nachdem im Vorjahr als Tabellendritter der Wiederaufstieg nur knapp verpasst worden war, erreichte er mit der Mannschaft um Bernhard Hermes, Helmut Lausen und Günter Pröpper in der Nordstaffel lediglich einen Mittelfeldplatz. In der Folge rutschte der Klub weiter ab, am Ende der Spielzeit 1979/80 stand der Abstieg als Tabellenletzter in die Oberliga West.
Über den weiteren Fortgang der Karriere Kovačićs ist nichts bekannt.